# Catarata de Hukou

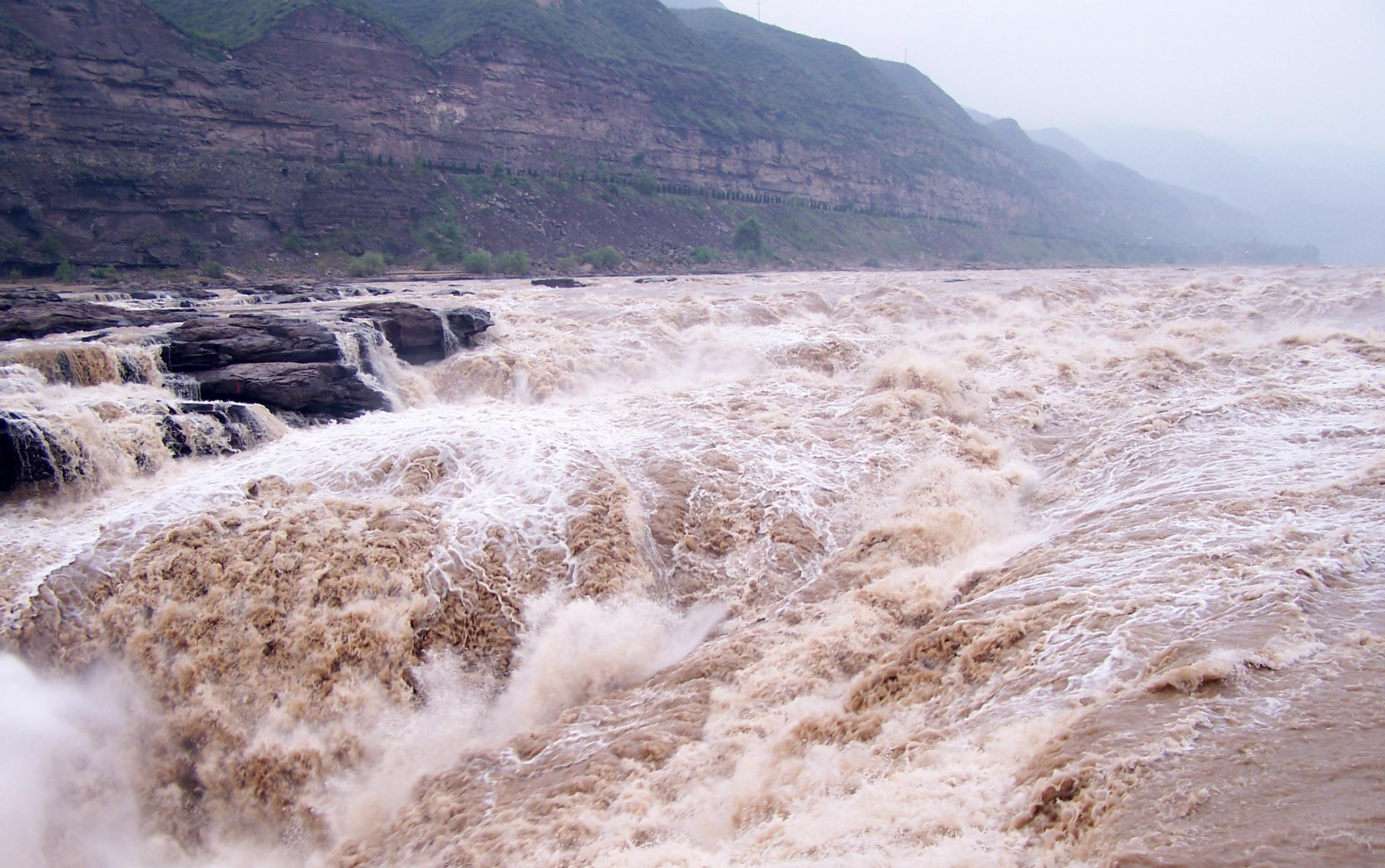
The Hukou Waterfall in 2005

La catarata de Hukou (en chino tradicional, 壺口瀑布; en chino simplificado, 壶口瀑布; pinyin, Hǔkǒu Pùbù) es un salto de agua de China, el mayor del río Amarillo y la segunda mayor caída del país (después de la cascada Huangguoshu). Se encuentra en la frontera entre las provincias de Shanxi y Shaanxi, a 165 km al oeste de la ciudad de Fenxi y a 50 km al este de Yichuan. La catarata de Hukou se forma en el curso medio del río Amarillo, cuando sus aguas fluyen a través del Gran Cañón de Jinxia. La anchura de la cambiante catarata con la temporada, por lo general de 30 m de ancho, puede aumentar a 50 m durante la temporada de inundaciones. Tiene una altura de más de 20 m. Cuando el río Amarillo se acerca a la montaña de Hukou, bloqueado por montañas en ambos lados, su ancho se reduce abruptamente a 20-30 m. Aumenta la velocidad del agua, y luego el río se sumerge por una estrecha abertura de un acantilado, formando una catarata de 15 m de alto y 20 m de ancho, como si el agua se vertiera desde una gran tetera. Por ello recibe el nombre de Hukou (literalmente, boca de frasco o botella). El caudal varía desde 1.000 a 8.000 m³/s en la época de crecidas.
La catarata da nombre al parque nacional Catarata de Hukou (en chino, 黄河壶口瀑布风景名胜区) y al geoparque nacional Catarata de Hukou del río Amarillo (en chino, 黄河壶口瀑布国家地质公园).
Justo debajo de la catarata hay una piedra brillante llamada guishi (鬼石) que misteriosamente se mueve arriba y abajo, según sea el nivel del agua: no importa cuán grande sea el caudal, ya que siempre es parcialmente visible.
En el medio del río, a unos 3.000 m de la catarata de Hukou, una roca enorme llama la atención de los visitantes. Cuando el río Amarillo fluye en este punto, se divide en dos, rodando y rugiendo en y desde ambos lados de la roca antes de reconverger.
Debajo de la catarata está el puente de Qilangwo, que conecta las dos provincias de Shanxi y Shaanxi. A la luz del sol, la niebla se refracta por la luz del sol creando un arco iris que abarca el agua como un colorido puente. En 1991, la catarata de Hukou fue nombrada uno de los "40 Mejores" puntos escénicos nacionales.
Debido a su incómoda localización en el interior del país, en la meseta de Loes, Hukou era anteriormente de muy difícil acceso. Después de que los gobiernos locales mejoraran el transporte y las instalaciones turísticas, el número de visitantes aumentó desde los 20.000 en 1994, a 47.000 en 1995 y a 100.000 en 1996.
Una imagen de la cascada de Hukou se puede ver en el billete de 50 RMB de la antigua cuarta serie de renminbis.